# 陳鈴津
陳鈴津（英語：Alice Lin-Tsing Yu），中央研究院院士，台灣醫學家，國立台灣大學醫學院畢業，美國芝加哥大學微生物免疫博士。曾任美國加州大學聖地牙哥分校小兒血液腫瘤科主任，中央研究院基因體研究中心特聘研究員兼中心副主任/醫學生物學組執行長，現任長庚醫院幹細胞與轉譯癌症研究所副所長。其弟陳垣崇亦爲中央研究院院士。

## 學歷
- 國立臺灣大學醫學系畢業（1968）
- 美國耶魯大學碩士畢業（1969）
- 美國芝加哥大學微生物免疫所博士畢業（1973）

## 經歷
- 美國芝加哥大學小兒科住院醫師(1973-1974)
- 美國哈佛大學醫學院兒童醫院醫療中心免疫科獎學金(1974-1976)
- 美國波士頓大學醫學院住院醫師(1976-1977)
- 美國加州大學聖地牙哥分校小兒學系助理教授(1977-1984)
- 美國加州大學聖地牙哥分校小兒學系副教授(1984-1994)
- 美國加州大學聖地牙哥分校小兒學系教授(1994-2003)
- 美國加州大學聖地牙哥分校小兒血液腫瘤學研究計劃主任(1980-2003)
- 美國加州大學聖地牙哥分校小兒血液腫瘤部主任(2001-2003)
- 中央研究院基因體研究中心特聘研究員兼副主任(2003-2013)
- 長庚醫院幹細胞與轉譯癌症研究所副所長(2013-迄今)

## 學術專長
小兒醫學、免疫學、血液學、腫瘤學、醣生物學

## 學術榮譽
- 中央研究院院士（2016）
- 第55屆教育部學術獎生物及醫農科學類科 (2011)
- 第十九屆王民寧獎之學術研究成果對醫藥科技發展、國民健康和國家社會實質貢獻獎(2009)
- Community Health Heros,  San Diego Padres Stadium (2001)
- The Year 2000 “Key to Life” Award, Leukemia & Lymphoma Society (2001)
- Launching a new vaccine study for children with neuroblastoma, San Diego Padres Stadium  (2000)
- Health Hero of Year 2000, Epilepsy Society Doctor of the year, Honorable Mention, UCSD Medical Center (2000)
- Biotech All-Stars, San Diego Padre, Qualcome Stadium (1997)

## 發展神經母細胞瘤免疫療法之心路歷程
神經母細胞瘤是幼兒期常見的惡性腫瘤，雖然年發病率低(1/10萬)，但經過化療、手術、放射線治療及骨髓移植後，治癒機率仍然很低。1985年，陳教授與美國Scripps研究院的Ralph Reisfeld博士攜手合作，發現醣脂GD2特別高度表現在神經母細胞瘤的癌細胞表面上。於是開始針對GD2，製作出高特異性抗體。從申請IND開始，由生技公司提供的單株抗體在加州大學聖地牙哥分校醫院進行臨床一/二期的實驗，並進而主持全美多中心的第二期試驗，期間看到不錯的療效，可惜藥廠幾經併購轉售，最後竟遭新的藥廠束之高閣。
不甘心研究就此中斷，1996年陳教授獨自帶著兩大行李箱，裝滿病人的X光片、電腦斷層掃描片、病理切片及臨床實驗資料，飛到華府尋求美國國家衛生研究院的支援，最後由美國國家腫瘤中心協助抗體的製造，加上美國兒童腫瘤協會的參與，才使得這個計劃能進入跨國的第三期臨床試驗。由陳教授親自擔任計劃主持人，包括美國、加拿大、澳洲、荷蘭、瑞士等，全球共有200多個醫院參與，第三期臨床試驗已證實該療可增加20%的治癒率，因此提前結束對照組的實驗，讓所有參與臨床實驗的病患都能接受免疫治療。這項突破性的研究成果受到國際媒體的重視，除了被列為2009年美國最具突破性的腫瘤標靶治療前五名，邀請陳教授在年度大會上向全球醫藥專家發表成果外，美國臨床腫瘤學會更特別以網路記者會形式發佈該喜訊。
這項成果之所以在醫療界備受囑目，主要是因為十多年來神經母細胞瘤的治療始終沒有其他有效的突破。另外，對於新藥研發而言，這也是首次以醣脂為標的，製作非蛋白質抗原的單株抗體，以被動性免疫療法抗癌的成功案例。由於當時的年代，人鼠混合抗體的療法是一項創新之舉，計劃申請期間碰到許多法規趕不上科學研發，以及罕見疾病研究無法吸引業界投入資金的無奈。所幸相關單位能察覺現實需要，最後經由美國政府單位協助製造臨床試驗用抗體，現在才有機會造福無數受病痛所苦的家庭。
1998年陳教授受邀到美國德州貝勒大學擔任客座教授，到校後被請去門診看看。一走進診間，她看見一個十多歲的美麗少女和她的父母在等她，但陳教授並不認識他們。經門診醫師介紹之後，陳教授一聽名字就知道是誰了。「她當時罹患神經母細胞瘤，本來要以化學治療法縮小腫瘤之後再做手術，但沒想到化療後腫瘤反而擴大，無法開刀，後來她的父母同意讓她加入全國性臨床試驗，在德州接受治療。」陳教授說，「我記得她是參加全美第二期試驗，兩個療程之後，腫瘤很快縮小，也就可以開刀了。」少女的父親是某石油公司派駐在智利的主管，因為獲知這位來自臺灣而救了女兒一命的癌症計劃主持人到訪德州，他專程從智利飛回美國見恩人一面。
另一個故事是2009年，陳教授赴美國芝加哥Neuroblastoma Conference for Families and Caregivers會議發表演說，結束後一位高大青年立刻衝上台去熱情擁抱陳教授，「Without you, I won't be here today!」他激動的說，原來他曾在4歲時接受臨床試驗治療，如今完全康復，當年的小病童已成為活力十足熱愛各項戶外運動的陽光男孩。「這種感覺很溫馨。」陳教授說，在聖地牙哥醫院第一期臨床實驗後至今十餘年，參與試驗的癌末病童中至今有5人仍健康地存活，每年聖誕節時都會捎來賀卡及照片，著實讓陳教授感到十分欣慰。

## 研究興趣
陳鈴津博士個人專長與興趣著重於轉譯醫學研究，期望將基礎實驗研究的成果，成功轉入臨床醫學的研究領域。陳教授致力於小兒癌症研究，亦將研究範圍擴大至各項癌症的相關分子變化，探討發展癌症的新穎療法。她除了是首位以醣脂GD2作為癌症標靶，以進行癌症免疫療法，近年來更領導美國數個全國性合作的臨床試驗，眼前正致力於研發以醣質Globo H、Gb5為抗原的癌症免疫療法，或以合成的醣類做抗癌疫苗，以治療包括乳癌、肺癌、卵巢癌、上皮細胞癌或胰腺癌等。陳教授的研究興趣包羅萬象，除了繼續搜尋包括蛋白質或醣質的癌症相關分子標的，近年來也將研究重心延伸至癌症幹細胞上，以期能找出更具潛力的抗癌方法。